# José Segú
José Segú Soriano (La Garriga, 8 de março de 1935 – La Garriga, 25 de julho de 2010) foi um ciclista espanhol, profissional entre 1956 e 1966. O seus maiores sucessos desportivos obteve-os em Volta ciclista a Espanha onde obteve dois triunfos de etapa e onde chegaria a se classificar segundo na classificação geral final na edição de 1959.

## Palmarés
| - 1953 - Troféu Jaumendreu - 1955 - 1 etapa da Volta a Levante - 1958 - 1 etapa da Volta à Catalunha - Campeão da Espanha por Regiões - 1959 - 1 etapa da Dauphiné Libéré - 1 etapa da Volta à Catalunha - 2.º na Volta a Espanha - 1960 - G. P. Prefeitura de Bilbao - 1 etapa na Volta à Catalunha - 1961 - 1 etapa da Volta à Catalunha - Campeão da Espanha por Regiões | - 1962 - 1 etapa na Volta a Espanha, mais a Classificação das metas volantes - 4 etapas na Volta à Andaluzia - G. P. Pascuas - 1963 - 1 etapa na Volta a Espanha, mais a Classificação das metas volantes - 1 etapa da Volta à La Rioja - 1 etapa do Grande Prêmio de Midi Livre - 1965 - Volta à Andaluzia, mais 1 etapa - Volta à Guatemala, mais 1 etapa - Classificação das metas volantes da Volta a Espanha |

## Resultados em Grandes Voltas
Durante a sua carreira desportiva tem conseguido os seguintes postos nas Grandes Voltas:
| Corrida            | 1954 | 1955 | 1956 | 1957 | 1958 | 1959 | 1960 | 1961 | 1962 | 1963 | 1964 | 1965 | 1966 |
| ------------------ | ---- | ---- | ---- | ---- | ---- | ---- | ---- | ---- | ---- | ---- | ---- | ---- | ---- |
| Giro d'Italia      | -    | -    | -    | -    | -    | -    | -    | -    | -    | -    | -    | -    | -    |
| Tour de France     | -    | -    | -    | -    | -    | -    | -    | -    | -    | -    | 27.º | -    | -    |
| Volta a Espanha    | X    | -    | -    | -    | 42.º | 2.º  | 20.º | -    | 22.º | 31.º | -    | 27.º | -    |
| Mundial em Estrada | -    | -    | -    | -    | -    | -    | -    | -    | -    | -    | -    | -    | -    |